# Список послов СССР и России в Сьерра-Леоне
В статье представлен список послов СССР и России в Сьерра-Леоне.
- 26 апреля 1961 г. — 18 января 1962 г. — установлены дипломатические отношения на уровне посольств.
- С сентября 1992 г. — дипломатические отношения со стороны России осуществляются через посольство в Гвинее.

## Список послов
| Срок полномочий                    | Посол                            | Годы жизни | Вручение верительных грамот | Комментарии         |
| ---------------------------------- | -------------------------------- | ---------- | --------------------------- | ------------------- |
| СССР                               |                                  |            |                             |                     |
| 18 декабря 1962 — 26 ноября 1966   | Григорий Степанович Пащенко      | 1913—?     | 6 февраля 1963              |                     |
| 26 ноября 1966 — 17 сентября 1970  | Александр Михайлович Александров | 1907—1983  | 18 января 1967              |                     |
| 17 сентября 1970 — 27 августа 1979 | Иван Филиппович Филиппов         | 1907—1989  | 23 октября 1970             |                     |
| 27 августа 1979 — 10 января 1984   | Александр Петрович Ворожцов      | 1923—2006  | 17 декабря 1979             |                     |
| 10 января 1984 — 4 октября 1986    | Юрий Николаевич Мешков           | 1924—2005  | 15 марта 1984               |                     |
| 4 октября 1986 — 30 октября 1990   | Владимир Степанович Новосельцев  | 1938—2017  |                             |                     |
| 30 октября 1990 — 25 декабря 1991  | Владисловас Костович Микучаускас | род. 1934  |                             |                     |
| Российская Федерация               |                                  |            |                             |                     |
| 25 декабря 1991 — 22 апреля 1992   | Владисловас Костович Микучаускас | род. 1934  |                             |                     |
| 2 ноября 1992 — 27 августа 1998    | Игорь Иванович Студенников       | род. 1940  |                             | По совместительству |
| 26 августа 1998 — 25 марта 2004    | Игорь Георгиевич Иващенко        | 1938—2020  |                             | По совместительству |
| 13 июля 2004 — 27 января 2011      | Дмитрий Васильевич Малев         | 1948—2015  |                             | По совместительству |
| 6 июня 2011 — 4 марта 2019         | Александр Вадимович Брегадзе     | род. 1951  | 26 августа 2011             | По совместительству |
| 4 марта 2019 — 23 июня 2023        | Вадим Владиленович Разумовский   | род. 1958  | 18 сентября 2019            | По совместительству |
| 4 июля 2023 — настоящее время      | Алексей Владимирович Попов       | род. 1961  | 8 февраля 2024              | По совместительству |